# Ilenwischgraben
Der Ilenwischgraben ist ein Graben in Hamburg-Sasel und Nebenfluss der Berner Au.

## Verlauf
Der Graben beginnt östlich der Straße Kahden / Heideknick und verläuft Richtung Osten bis zum Hochholdsweg. Von dort verläuft er weiter Richtung Süden unter den Straßen Ilenwisch und Volksdorfer Weg hindurch. Danach verläuft er kurz nach Westen, dann nach Süden bis zur Mündung in die Berner Au.